# Sarcophaga mutesa
Sarcophaga mutesa är en tvåvingeart som först beskrevs av Andy Z. Lehrer 2005.  Sarcophaga mutesa ingår i släktet Sarcophaga och familjen köttflugor.
Artens utbredningsområde är Uganda. Inga underarter finns listade i Catalogue of Life.